# Morlaix
Morlaix város Franciaország Bretagne régiójában. Finistère megye harmadik legnépesebb települése Brest és a megyeszékhely, Quimper után. Franciaország kulturális és történelmi városa címet viseli.

## Fekvése
Két patak völgyében, az N12-es út mellett, a tengertől 12 km-re fekvő település.

## Története
Morlaixba érve az ide érkezőt a város fölött átfutó 59 méter magasságú majdnem 300 méter hosszú viadukt látványa fogadja.
Morlaixnak bretonul Montroulez városának urai vagy 3-400 évvel ezelőtt a várostól északra, tengeri kikötőjük bejáratánál egy kiemelkedő hatalmas sziklatömbre építették fel "Bika várát", mely sziklákkal egybeolvadni látszó vaskos tömör, komor falaival igazolja elnevezésének igazát.

## Nevezetességek
- Bika vára
- Domonkosok zárdájának temploma, mely ma múzeum.

## Közlekedés
A várost TGV vonatok kötik össze Párizzsal és Bresttel.

## Személyek
- Itt született Jean Victor Moreau (1763–1813) tábornok
- Itt hunyt el Paul Sérusier (1864—1927) festő

## Galéria

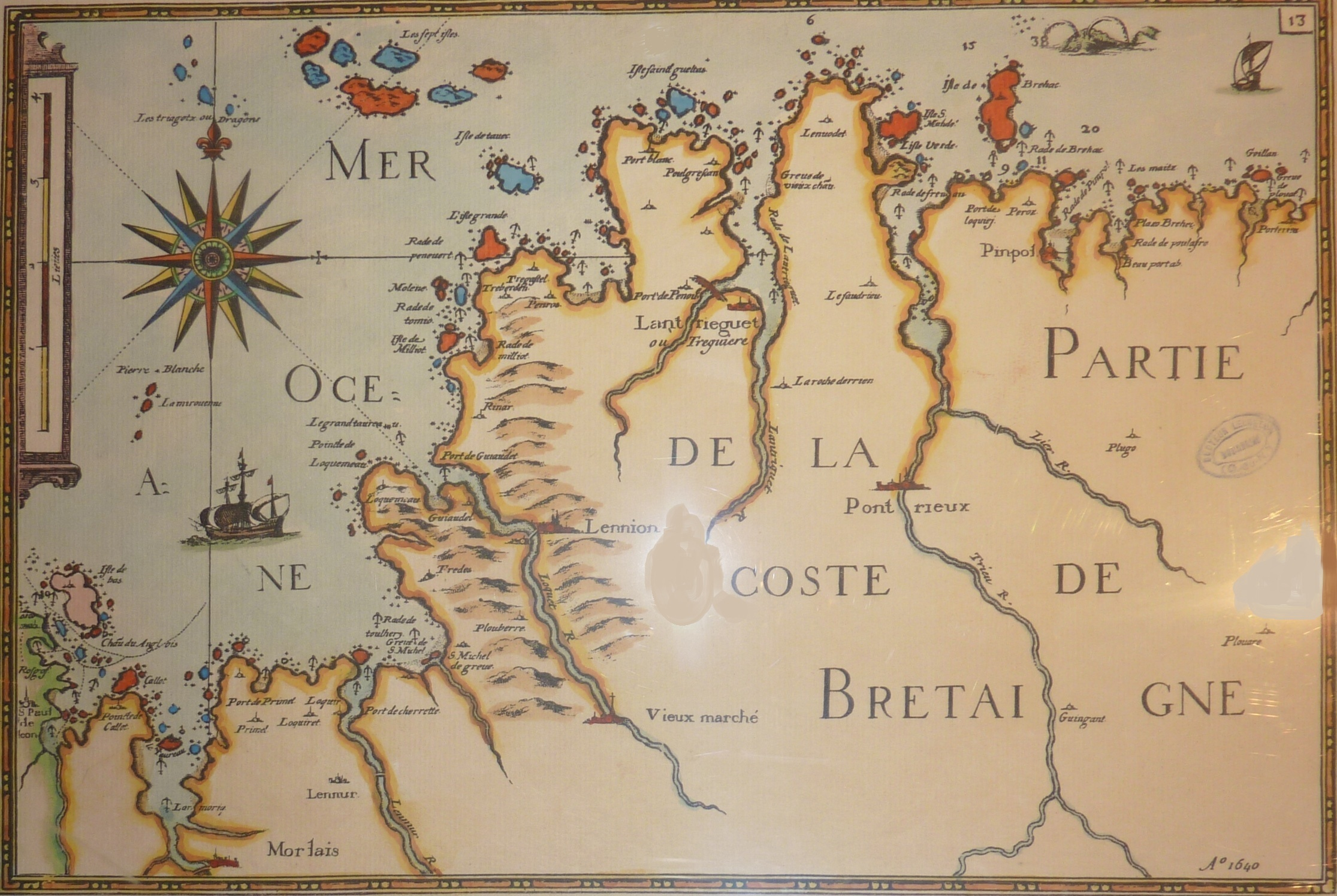
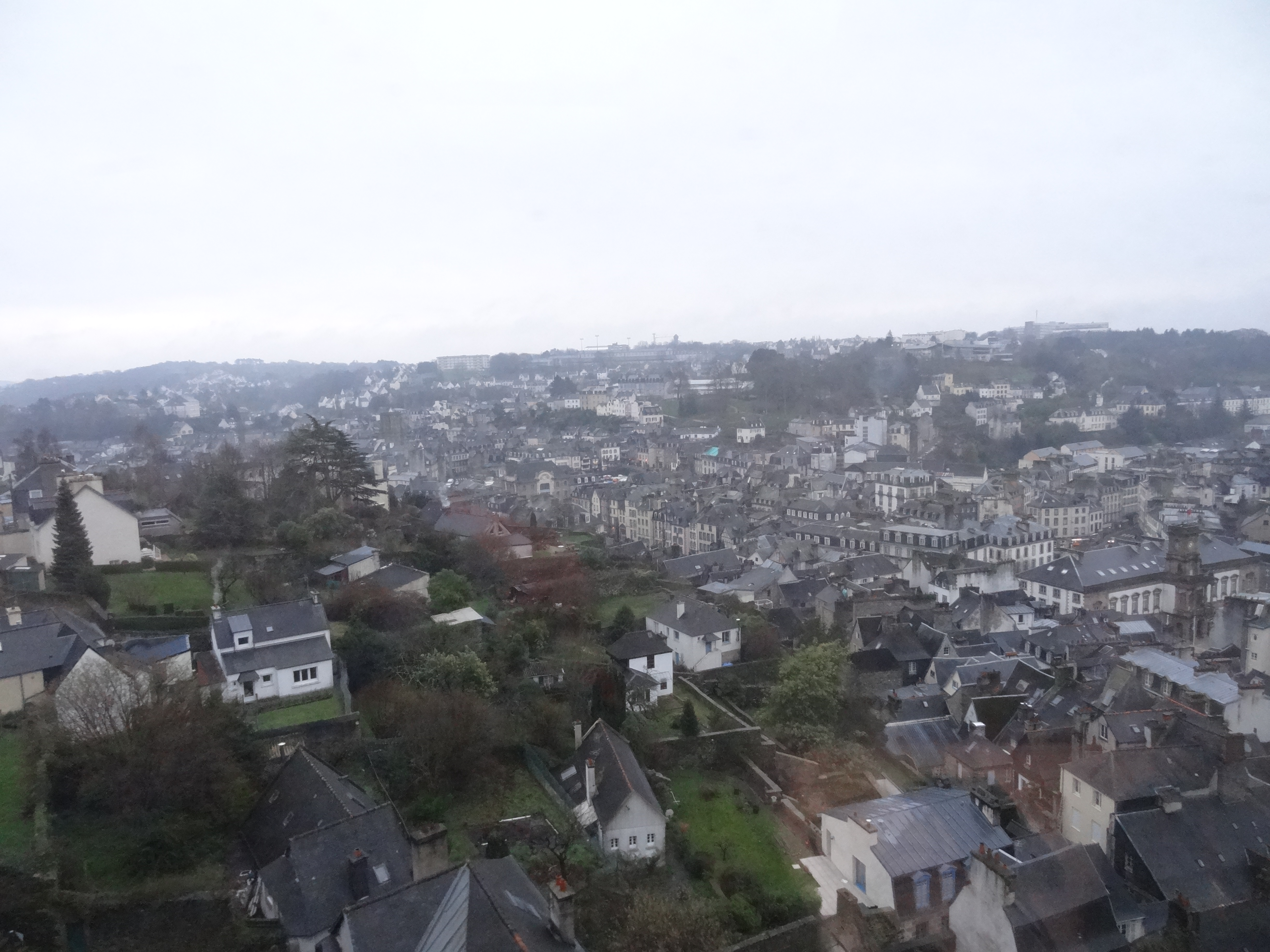
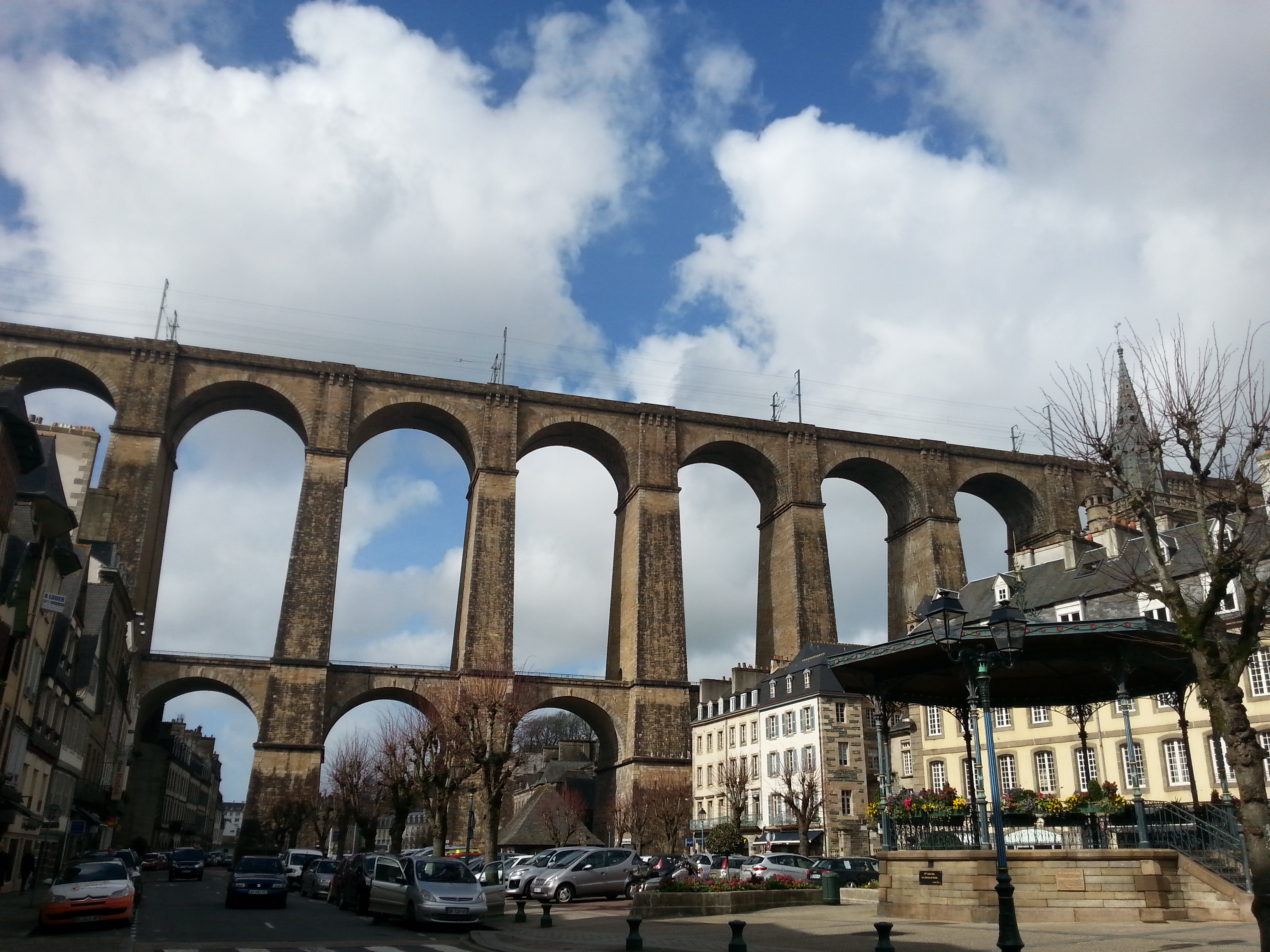
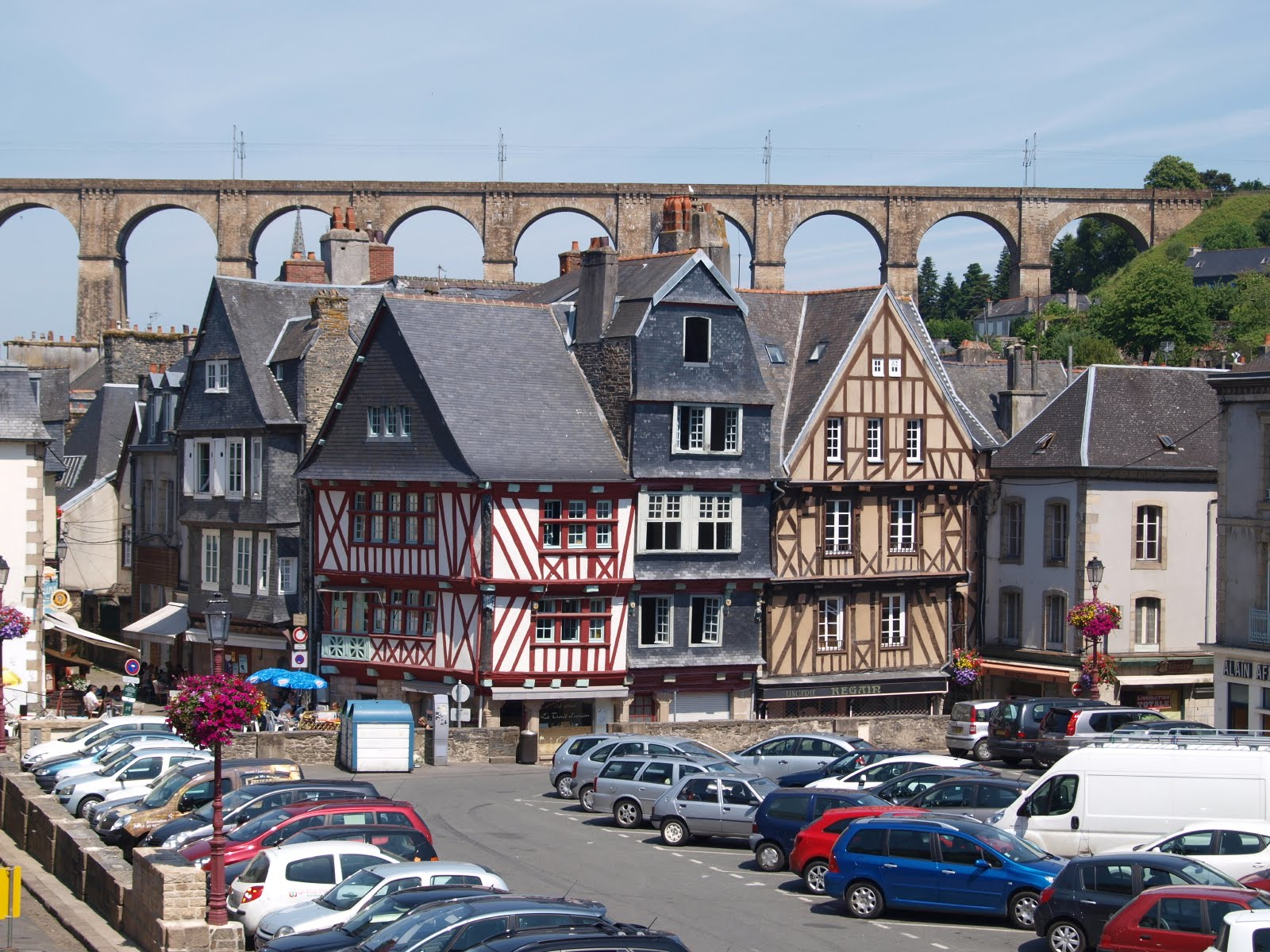
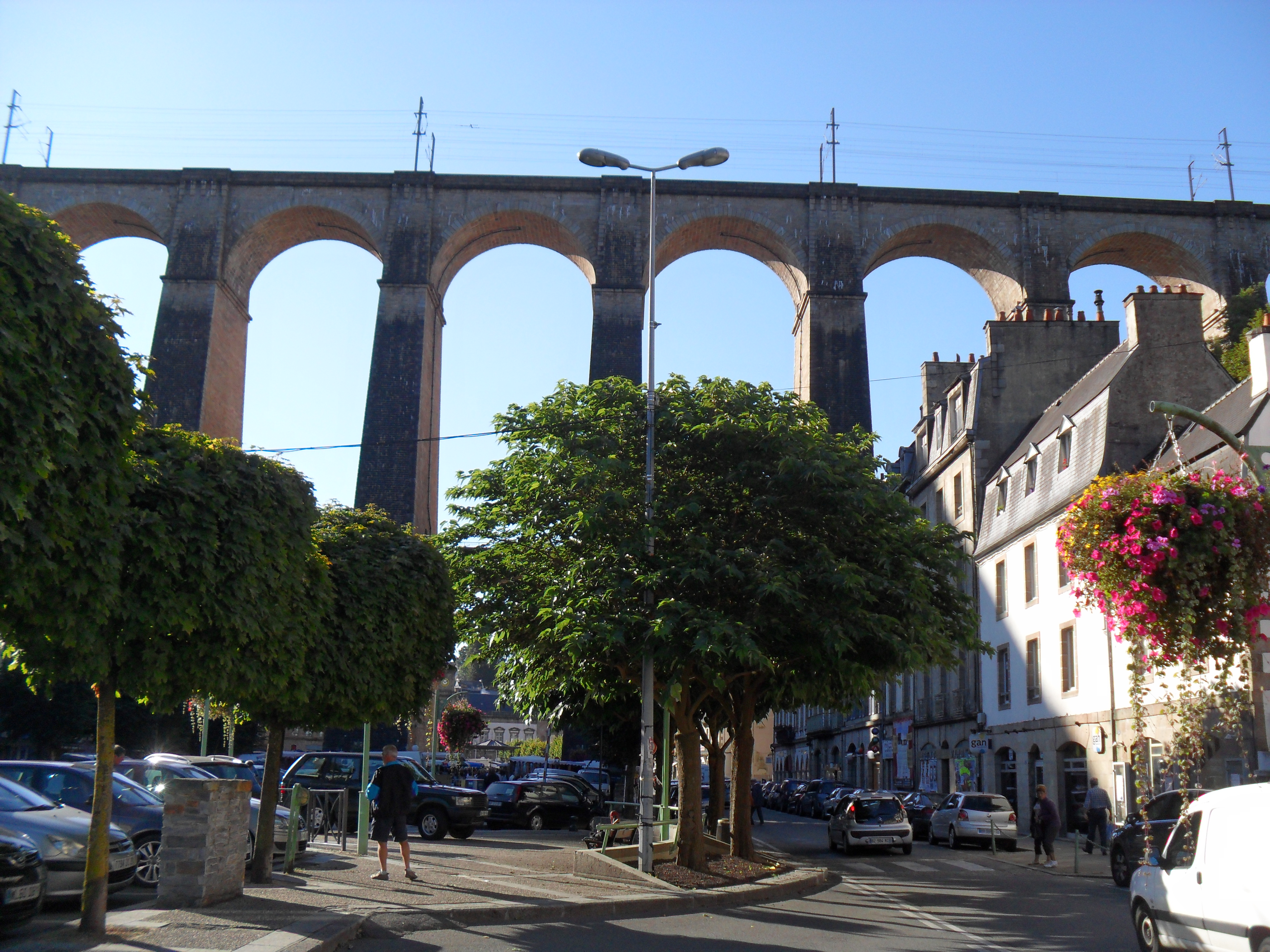
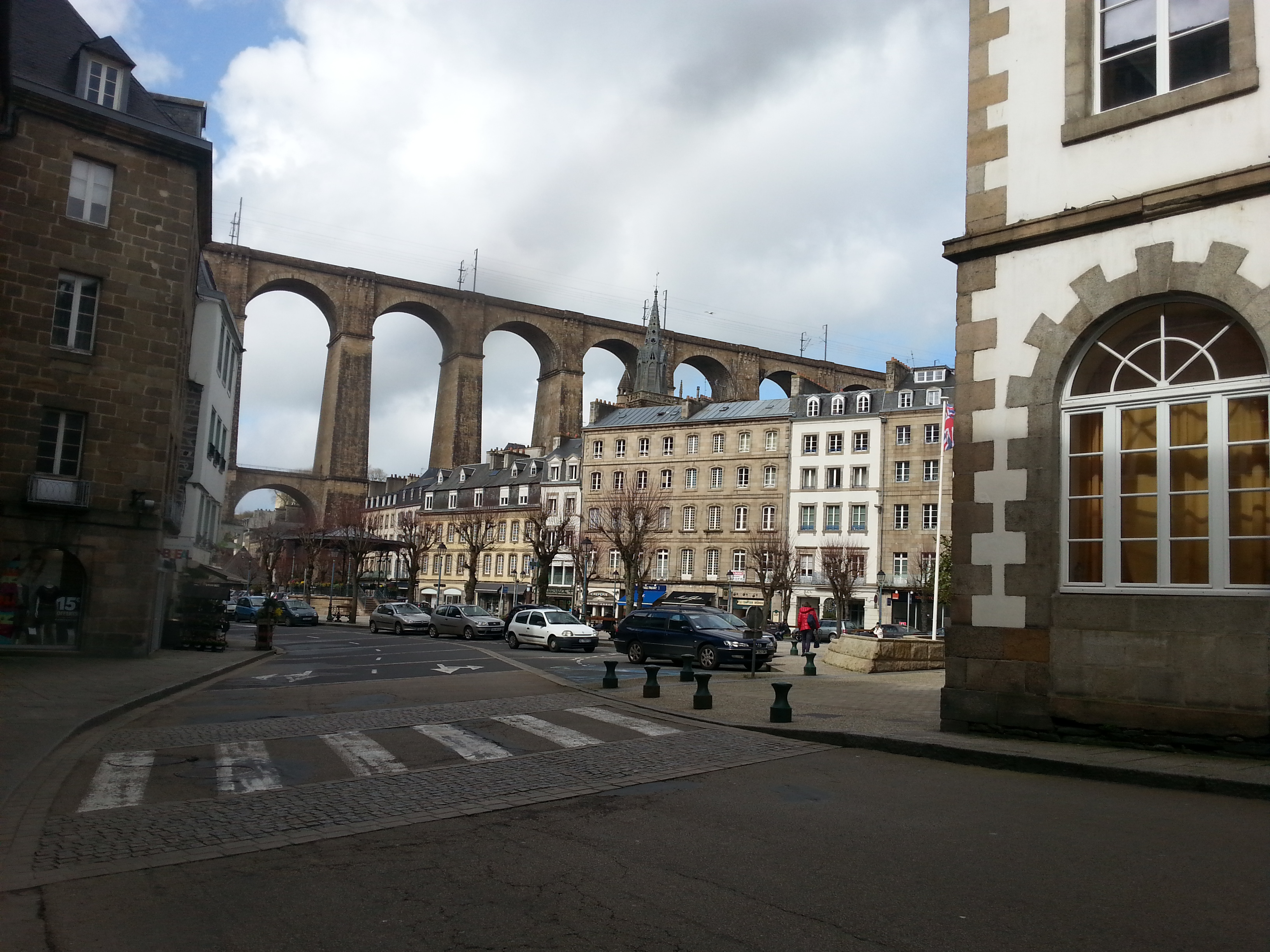
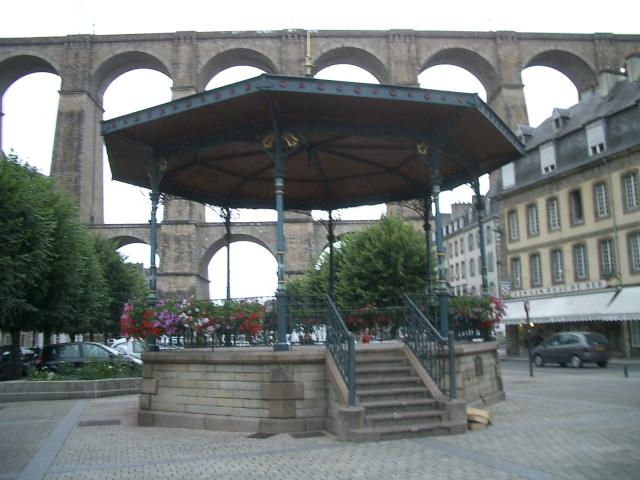
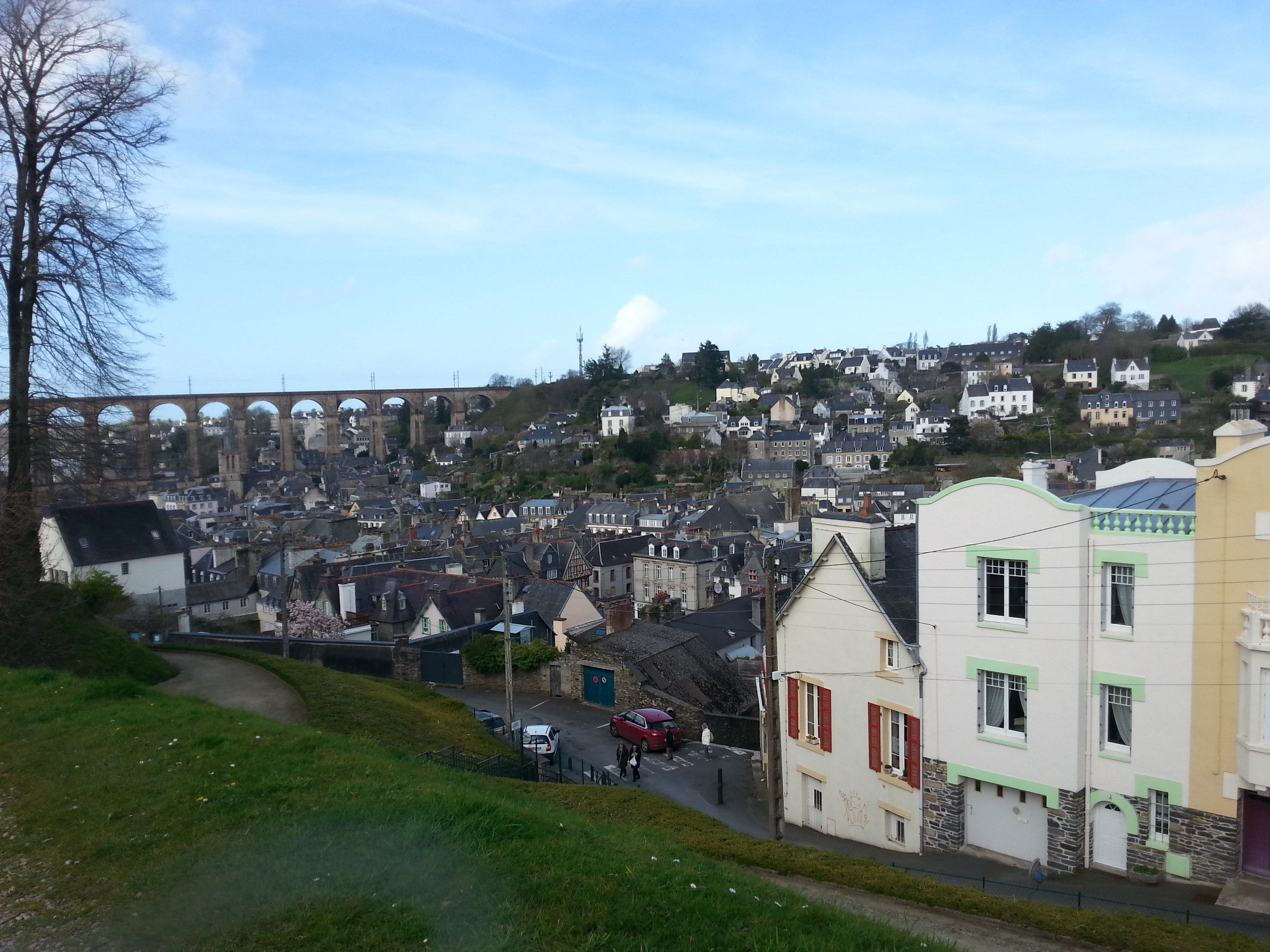
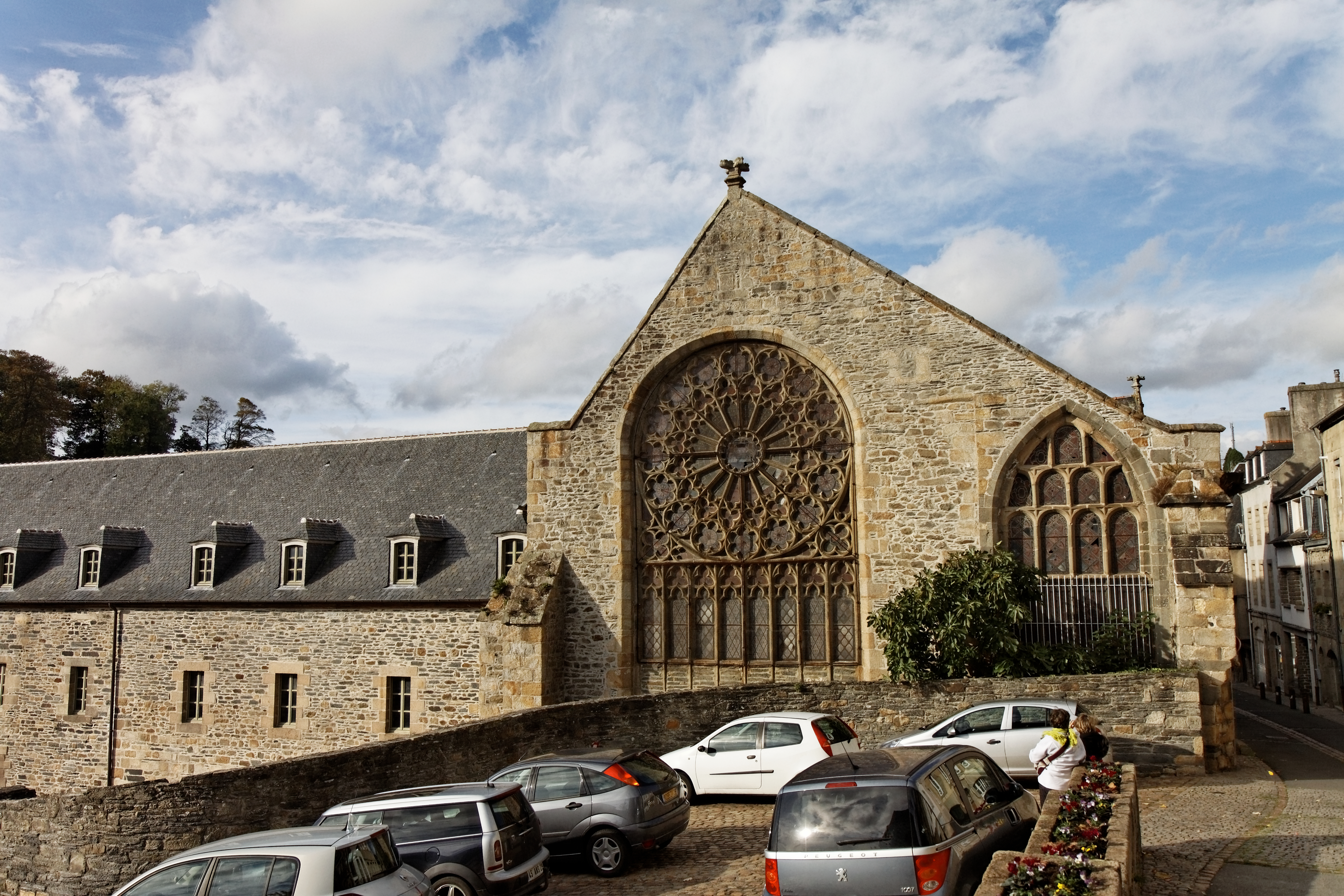
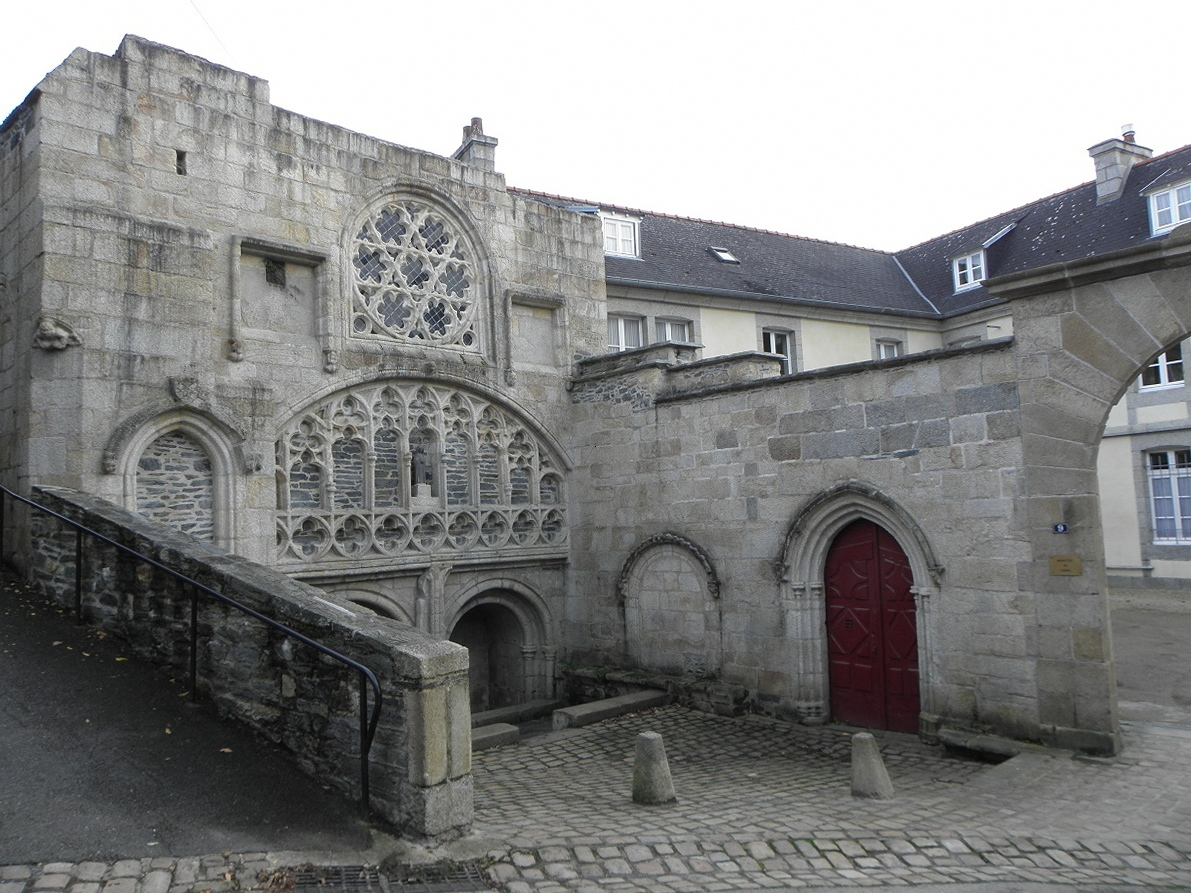
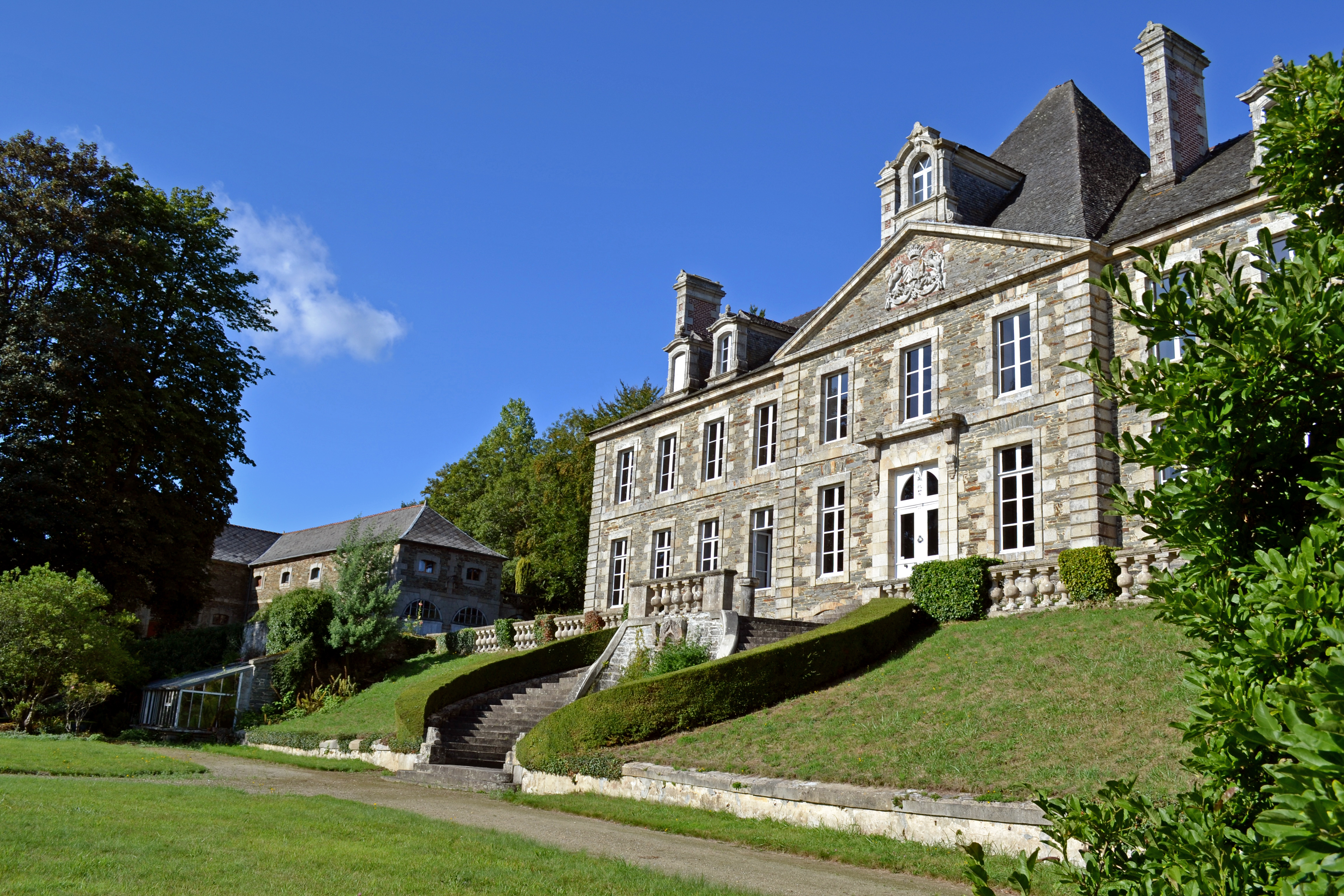
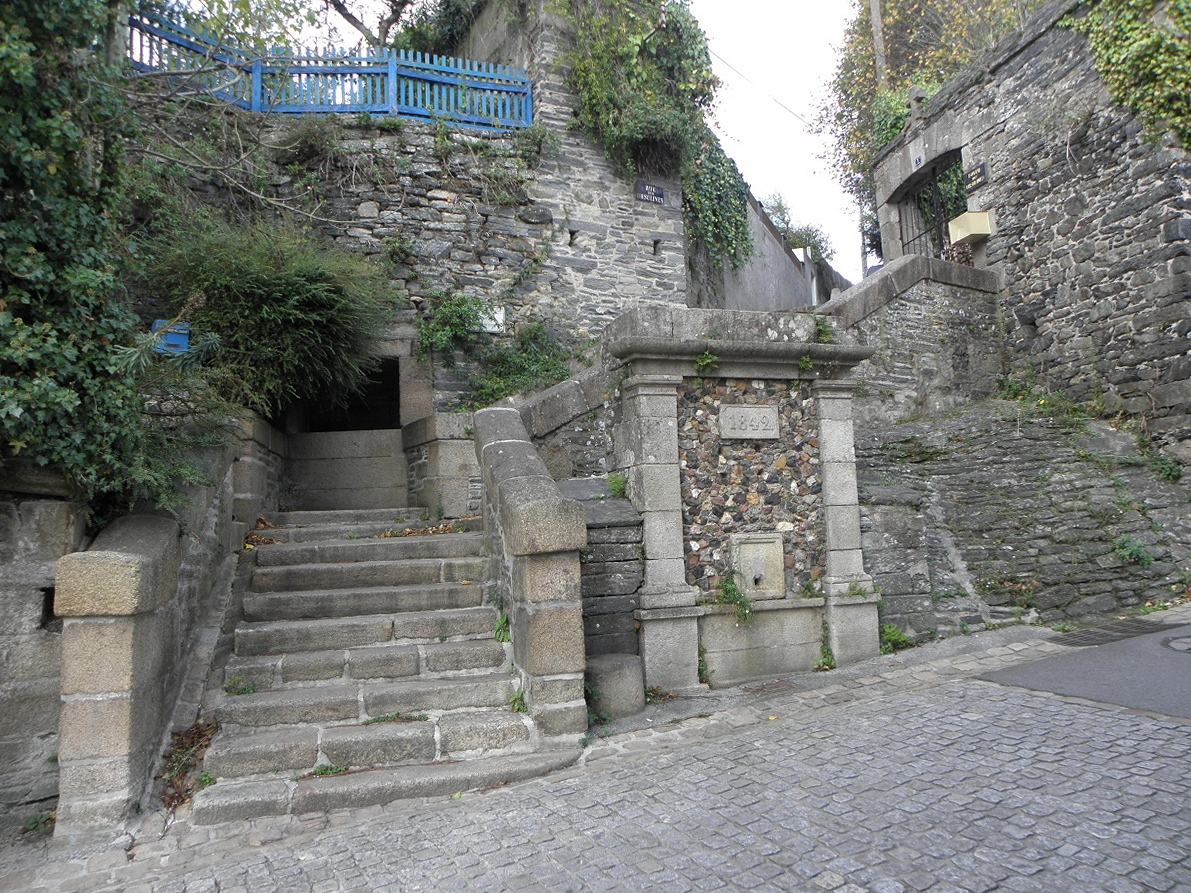